# Juan Manuel Carrasco Martínez
Juan Manuel Carrasco Martínez (1 de octubre de 1977) es un Maestro Internacional de ajedrez español.

## Resultados destacados en competición
Ganó el VIII Campeonato de España individual abierto, en Mérida en el año 2008. Así mismo fue campeón de España juvenil en el año 1997.
Fue Campeón de Extremadura de ajedrez, en el año 2011, en Badajoz.